# Vlag van Nijvel
De vlag van Nijvel is op 5 oktober 1995 bij raadsbesluit vastgesteld als de vlag van de Waals-Brabantse gemeente Nijvel. De vlag kan als volgt worden beschreven:
Drie even lange banen van blauw, van wit en van rood.
De vlag werd pas op 28 maart 1996 bevestigd door de Franse Gemeenschapsregering. De kleuren van de vlag zijn ontleend aan het wapen van het adellijke kapittel van de Sint-Geertrui-abdij. Dit gemeentevlag is identiek aan de Franse vlag.

Vlag van Frankrijk